# 藤原与一
藤原 与一（ふじわら よいち、1909年1月6日 - 2007年10月23日）は、日本の言語学者・方言学者。広島大学名誉教授。愛媛県大三島（現・今治市）出身。

## 人物・経歴
広島文理科大学において東条操に出会ったことにより方言学に進む。そのころより全国の方言調査を行った。広島大学教授定年退官後は広島方言研究所を設立し、多数の著書を出版した。国語教育に関する著作も多い。今治市大三島図書館には藤原与一の寄贈図書を中心とした「与一文庫」がある。また、藤原与一の方言研究の資料と蔵書は広島大学図書館へ寄贈された。

## 略歴
- 1937年 広島文理科大学文学科卒業[1]
- 1937年 広島文理科大学助手[1]
- 1945年 広島文理科大学助教授[1]
- 1950年 広島文理科大学より文学博士の学位を取得[1]。 テーマは「尊敬表現法についての研究」。
- 1951年 中国文化賞[1]
- 1953年 広島大学文学部助教授[1]
- 1963年 広島大学文学部教授[1]
- 1972年 広島大学を定年退官[1]
- 1972年 広島方言研究所を開設[1]
- 1976年 広島大学名誉教授[1]
- 1979年 国語学会名誉会員[1]
- 1975-1981年 広島女学院大学教授[1]

## 著書
- 『伊豫大三島北部方言集』中央公論社　1943　(柳田国男編 全國方言集)
- 『日本語:共榮圏標準口語法』目黒書店　1944
- 『日本語方言文法の研究』岩波書店　1949
- 『私たちの国語』中学生全集　筑摩書房、1950
- 『ことばの歴史』福村書店　1952
- 『これからの国語』1953　角川新書
- 『毎日の国語教育』福村書店　1955
- 『日本人の造語法:地方語・民間語』明治書院　1961
- 『方言学』三省堂　1962
- 『方言研究法』東京堂出版　1964
- 『国語教育の技術と精神』新光閣書店　1965
- 『ことばの生活のために 表現と理解への手引き』1967 講談社現代新書
- 『日本語方言文法の世界』塙選書、1969
- 『ゆたかな言語生活のために　方言から見た国語』1969 講談社現代新書
- 『世界コトバの旅』朝日新聞社　1970
- 『理の国語教育と情の国語教育』新光閣書店　1970
- 『方言の山野:ことばのさとをたずねて』文化評論出版　1973
- 『昭和日本語の方言』全8巻　三弥井書店　1973-2001
- 『私の国語教育学』新光閣書店　1974
- 『方言生活指導論:方言・共通語・標準語』三省堂　1975
- 『瀬戸内海域方言の方言地理学的研究』東京大学出版会　1976
- 『方言学の方法』大修館書店　1977
- 『伊予大三島北部方言集』柳田国男編 国書刊行会　1977　全国方言資料集成
- 『幼児の言語表現能力の発達「わが子のことば」を見つめよう』文化評論出版　1977
- 『方言敬語法の研究』昭和日本語方言の総合的研究 第1巻　春陽堂 1978
- 『日本語をあるく・方言風土記』冬樹社　1979
- 『私たちと日本語』1981 岩波ジュニア新書
- 『方言文末詞<文末助詞>の研究』春陽堂書店　1982
- 『方言学原論』三省堂　1983
- 『民間造語法の研究』武蔵野書院　1986
- 『子どもの民俗:一時代まえの生活とことば』和泉書院　1986
- 『言語研究:方法と方法論』三弥井書店　1988
- 『瀬戸内海方言辞典:伊予大三島肥海方言を中心に』東京堂出版　1988
- 『方言学の原理』三省堂　1989
- 『文末詞の言語学』三弥井書店　1990
- 『中国四国近畿九州方言状態の方言地理学的研究』和泉書院　1990
- 『日本語方言分派論:方言‘区画'(分派)とその系脈』武蔵野書院　1990
- 『小さな語彙学』三弥井書店　1991
- 『あいさつことばの世界』武蔵野書院　1992
- 『方言の山野を行く:私の方言学』三弥井書店　1992
- 『言語調査としての方言調査』三弥井書店　1993
- 『言語類型論と文末詞』三弥井書店　1993
- 『実用音声学』武蔵野書院　1993
- 『方言学の精神』三省堂　1994
- 『文法学』武蔵野書院　1994
- 『愛心愛語抄 言語研究の一小径に立って』三弥井書店 1995
- 『日本語方言辞書:昭和・平成の生活語』東京堂出版　1996
- 『｢現代語｣学』武蔵野書院　1997
- 『言語哲学への思い』三弥井書店 1997
- 『日本語方言音の実相』武蔵野書院　1997
- 『方言学建設』ゆまに書房　1999
- 『藤原与一方言学論集』ゆまに書房　1999
- 『日本語方言文法』武蔵野書院　2000
- 『日本語方言での特異表現法』武蔵野書院　2001
- 『日本語史と方言』武蔵野書院　2002
- 『現在学トシテノ方言学』武蔵野書院　2002
- 『ことばは、愛。:心美しいことばの生活を』東京堂出版　2003
- 『一方言学徒の歩み』武蔵野書院　2003
- 『言語生活の学:方言学の発展』武蔵野書院　2003
- 『日本語における文末詞の存立』三弥井書店　2004

## 共編著
- 『文語の文法:古典の新学習』橋本威共著 中央図書　1968
- 『方言研究叢書』第1-2巻 編修　三弥井書店　1972-73　広島方言研究所紀要
- 『瀬戸内海言語図巻』広島方言研究所共著 東京大学出版会　1974
- 『方言生活語彙』(編修) 三弥井書店　1975
- 『小学校児童作文能力の発達』編著　文化評論出版　1975
- 『方言:文表現法』(編修) 三弥井書店　1976
- 『方言敬語法』（編修) 三弥井書店　1978
- 『方言地理学』(編修) 三弥井書店　1978
- 『表現類語辞典』磯貝英夫,室山敏昭共編 東京堂出版　1985
- 『日本語文末詞の歴史的研究』佐々木峻共編 三弥井書店　1998
- 『瀬戸内海圏環境言語学』室山敏昭共編 武蔵野書院　1999
- 『国語教育の創造』岡利道共著 三弥井書店　2001

## 記念論集
- 『方言学論叢 藤原与一先生古稀記念論集』藤原与一先生古稀御健寿祝賀論集刊行委員会編　三省堂　1981

## 関連文献
- 神部宏泰「藤原与一先生を偲ぶ(藤原与一博士追悼)」『日本語の研究』第4巻第2号、日本語学会、2008年、81-83頁、doi:10.20666/nihongonokenkyu.4.2_81。